# أندرسون غرينوود
شركة «أندرسون غرينوود كروسبي» هي شركة تصنيع أمريكية، تنتج الصمامات المستخدمة في العمليات الصناعية، بما في ذلك صمامات تخفيف الضغط وصمامات حماية الخزانات. تأسست الشركة عام 1947 باسم «أندرسون غرينوود» في هيوستن، تكساس على يد «مارفن غرينوود» و«بن أندرسون» بغرض إنتاج الطائرات الخفيفة، تحديداً أندرسون غرينوود أيه جي 14. لم يحقق هذا المشروع نجاحاً يذكر، لكن الشركة شاركت في مشروع الصواريخ، ووجدت الشركة أن تركيزها بدأ ينصب على تصميم الصمامات. في عقد السبعينيات من القرن العشرين، أمتلكتها شركة اسمها بيلانكا لفترة وجيزة، عملت خلالها على تسويق طائرة خفيفة جديدة، لكنها لم تبع منها شيئاً.
عام 1986، بيعت الشركة لشركة كيستون الدولية، والتي بيعت بدورها عام 1997 لشركة «تايكو فلو كونترول»، حيث تم الحفاظ على شركة غرينوود كشركة تابعة. في وقت لاحق تم دمجها مع شركة كروسبي وهي شركة أخرى تابعة لشركة تايكو.